# Polycleptis
Polycleptis is een geslacht van rechtvleugeligen uit de familie sabelsprinkhanen (Tettigoniidae). De wetenschappelijke naam van dit geslacht is voor het eerst geldig gepubliceerd in 1891 door Karsch.

## Soorten
Het geslacht Polycleptis omvat de volgende soorten:
- Polycleptis gracilis Beier, 1962
- Polycleptis inermis Karsch, 1891
- Polycleptis rugulosa Beier, 1962
- Polycleptis scutellifera Karsch, 1891